# Heteroscyphus integrifolius
Heteroscyphus integrifolius là một loài rêu tản trong họ Geocalycaceae. Loài này được (Lehm. & Lindenb.) Fulford miêu tả khoa học lần đầu tiên năm 1976.